# Sigrun Wodarsová
Sigurn Wodarsová, rozená Ludwigsová, později Grauová (* 7. listopadu 1965, Neu Kaliß) je bývalá německá atletka, která reprezentovala tehdejší NDR.
Její specializací byl běh na 800 metrů. Stala se olympijskou vítězkou, mistryní světa, mistryní Evropy i halovou mistryní Evropy.

## Osobní rekordy
Její osobní rekordy ji dodnes řadí na přední místa v historických tabulkách. Je držitelkou národního rekordu pod otevřeným nebem . 13. února 1988 zaběhla ve Vídni třetí nejrychlejší půlku v hale. Rychlejší tehdy byla pouze Christine Wachtelová, která v týž den zaběhla ve stejném závodě nový světový rekord, jehož hodnota byla 1:56,40.
- 800 m (hala) - (1:57,67 - 13. února 1988, Vídeň)
- 800 m (dráha) - (1:55,26 - 31. srpna 1987, Řím) - NR